# Danilo Goffi
Danilo Goffi (Legnano, 3 december 1972) is een Italiaanse langeafstandsloper, die zich heeft gespecialiseerd in de marathon. Naast Italiaans kampioen op deze afstand, werd hij kampioen op de 10.000 m en de halve marathon. Ook had hij vanaf 2001 het nationale record in handen op de 15 km, totdat dit in 2008 door Stefano Baldini werd verbeterd.

## Loopbaan
Zijn eerste internationale succes boekte Goffi in 1991. Op de Europese kampioenschappen voor junioren in het Griekse Thessaloniki won hij een gouden medaille op de 10.000 m. Met een tijd van 30.18,62 versloeg hij de Rus Yuriy Shizhov (zilver; 30.21,97) en de Spanjaard Antonio Román (brons; 30.54,55).
Op 29 oktober 1995 maakte Danilo Goffi zijn marathondebuut tijdens de marathon van Venetië. Hij won deze wedstrijd gelijk in 2:09.26. Het jaar erop werd hij negende op de Olympische Spelen van Atlanta.
Tijdens de Europese kampioenschappen van 1998 in Boedapest werd hij tweede op de marathon. Met een tijd van 2:12.11 werd hij nipt verslagen door zijn landgenoot Stefano Baldini, die tien seconden eerder over de finish kwam. Het Italiaanse podium werd gecompleteerd door Vincenzo Modica, die derde werd. Vier jaar later won Goffi zilver tijdens de EK in München.
In 2005 leverde Goffi voorts een goede prestatie door de marathon van Turijn te winnen in 2:11.13.

## Titels
- Italiaans kampioen 10.000 m - 1998
- Italiaans kampioen halve marathon - 1996
- Italiaans kampioen marathon - 1995
- Europees juniorenkampioen 10.000 m - 1991

## Persoonlijke records
Baan
| Onderdeel | Prestatie | Datum       | Plaats |
| --------- | --------- | ----------- | ------ |
| 5000 m    | 13.44,64  | 8 juni 1995 | Rome   |
| 10.000 m  | 28.28,39  | 1996        |        |

Weg
| Onderdeel      | Prestatie | Datum         | Plaats    |
| -------------- | --------- | ------------- | --------- |
| halve marathon | 1:01.23   | 1996          |           |
| marathon       | 2:08.33   | 19 april 1998 | Rotterdam |

## Palmares

### 10.000 m
- 1991:  EJK - 30.18,62

### 15 km
- 2001: 13e Zevenheuvelenloop - 45.24

### halve marathon
- 1993: 64e WK - 1:04.05
- 1995: 13e WK - 1:02.49
- 1998: 7e City-Pier-City Loop - 1:01.49
- 1998: 25e WK - 1:02.24
- 2000: 14e Dam tot Damloop - 1:03.16
- 2001: 4e halve marathon van Milaan - 1:02.38
- 2001: 8e halve marathon van Lille - 1:03.46
- 2002: 11e halve marathon van Udine - 1:03.02
- 2003: 8e halve marathon van Ostia - 1:02.28
- 2003: 6e halve marathon van Arezzo - 1:02.52
- 2006: ?e halve marathon van Ravenna - 1:06.24

### marathon
- 1995:  marathon van Venetië - 2:09.26
- 1996: 9e OS - 2:15.08
- 1997: 9e marathon van Rotterdam - 2:09.13
- 1997: 4e WK - 2:14.47
- 1998:  EK - 2:12.11
- 1998:  marathon van Rotterdam - 2:08.33
- 1999: 5e WK - 2:14.50
- 1999: 15e New York City Marathon - 2:14.25
- 2000: 10e Londen Marathon - 2:10.54
- 2001: 4e marathon van Padouce - 2:15.15
- 2001: 5e marathon van Berlijn - 2:10.35
- 2002:  marathon van Turijn - 2:10.52
- 2002: 13e EK - 2:15.57
- 2003: 5e marathon van Milaan - 2:11.23
- 2004:  marathon van Venetië - 2:09.55
- 2004: 5e marathon van Padova - 2:11.07
- 2005:  marathon van Turijn - 2:11.13
- 2006: 7e marathon van Hamburg - 2:11.09
- 2006: 11e EK - 2:14.45
- 2007: 6e marathon van Venetië - 2:14.42
- 2009: 4e marathon van Florence - 2:12.45
- 2010: 5e marathon van Turijn - 2:14.38
- 2014: 15e New York City Marathon - 2:19.44
- 2015: 15e Boston Marathon - 2:18.44

### veldlopen
- 1991: 62 WK voor junioren - 26.40